# 조셉 그린
조셉 그린(Joseph Green, 1900년 4월 23일 ~ 1996년 6월 20일)은 폴란드의 영화 감독, 각본가, 연극 배우, 영화배우, 영화 프로듀서이다.
우치에서 태어났으며 뉴욕에서 사망하였다.

## 영화
- 브레인 댓 우든트 다이 (1962년)

## 같이 보기
- 몰리 픽콘